# Eriothrix nasutus
Eriothrix nasutus är en tvåvingeart som beskrevs av Kolomiets 1967. Eriothrix nasutus ingår i släktet Eriothrix och familjen parasitflugor. Inga underarter finns listade i Catalogue of Life.